# Cyrestis neella
Cyrestis neella är en fjärilsart som beskrevs av Swinhoe 1894. Cyrestis neella ingår i släktet Cyrestis och familjen praktfjärilar. Inga underarter finns listade i Catalogue of Life.